# SN 2007tf
SN 2007tf – supernowa typu Ia odkryta 6 października 2007 roku w galaktyce A010959-0001. Jej jasność pozostaje nieznana.